# Нікодем Жабоклицький

герб Рох

Нікодем Жабоклицький (Жабокрицький) гербу Рох (або Першхала, Колюмна) (пол. Nikodem Żaboklicki (Żabokrzycki)) (? — 1706) — польський шляхтич, військовик (досвід — понад 40 років), урядник Корони Польської Речі Посполитої.

## З життєпису
Сейм 1690 р. призначив його комісаром до розподілу «гіберни», депутатом при королі під час війни з турками. Посади: хорунжий брацлавський, каштелян кам'янецький (1693—1704 р.), подільський воєвода (1704–1705). За заслуги отримав запис на королівщині Тарногура.
Мав брата Станіслава — чоловіка Гелени Мокрської. Невідомий представник роду був чоловіком Констанції Незабітовської). Дружина — Скотніцька гербу Богория, діти:
- донька — дружина Єжи (або Яна[1]) Вижицького
- Катажина — померла 1735 р., була похована в костелі св. Петра у Кракові. Дружина:
  - краківського ловчого Дембінського
  - хорунжого сандомирського Станіслава Морштина, мали сина Яна — старосту сєрадзького
  - завихостського каштеляна Єжи Збігнєва Оссолінського.[2]